# Bustilloxia
Bustilloxia là một chi bướm đêm thuộc họ Geometridae.

## Các loài
- Bustilloxia saturata (A. Bang-Haas, 1906)